# Цервікометрія
Цервікометрія — додаткове ультразвукове дослідження (УЗД) перебігу вагітності за допомогою вагінального датчика, при якому визначається довжина шийки матки в мм, а також стан цервікального каналу, внутрішнього та зовнішнього вічка. Виконується для визначення ризику передчасних пологів у ІІ триместрі вагітності.